# Вежховиська-Перші (Янівський повіт)
Вежховиська-Перші (пол. Wierzchowiska Pierwsze) — село в Польщі, у гміні Модлібожиці Янівського повіту Люблінського воєводства.
Населення — 868 осіб (2011).
У 1975-1998 роках село належало до Тарнобжезького воєводства.

## Демографія
Демографічна структура станом на 31 березня 2011 року:
|          | Загалом | Допрацездатний вік | Працездатний вік | Постпрацездатний вік |
| -------- | ------- | ------------------ | ---------------- | -------------------- |
| Чоловіки | 419     | 82                 | 275              | 62                   |
| Жінки    | 449     | 93                 | 240              | 116                  |
| Разом    | 868     | 175                | 515              | 178                  |